# Genyo Takeda
 (juillet 2015).
Si vous disposez d'ouvrages ou d'articles de référence ou si vous connaissez des sites web de qualité traitant du thème abordé ici, merci de compléter l'article en donnant les références utiles à sa vérifiabilité et en les liant à la section « Notes et références ».
Genyo Takeda, né le 7 mars 1949 à Osaka, au Japon, est le responsable de la technologie de Nintendo.
Il rejoint Nintendo en 1972, puis il est promu directeur de la division de recherche intégrée en 1981. Il travaille essentiellement sur le développement des consoles Nintendo. Il a notamment créé la série Punch-Out!! et le premier jeu d'arcade Nintendo, Evr race en 1975.
En juillet 2015, à la suite du décès de Satoru Iwata, président de Nintendo, Takeda et Shigeru Miyamoto assurent l'intérim de la direction de la compagnie. Le 16 septembre 2015, il devient responsable de la technologie (Technology Fellow) de Nintendo à la suite de la prise de fonction de Tatsumi Kimishima en tant que PDG de la société.